# Pinoideae

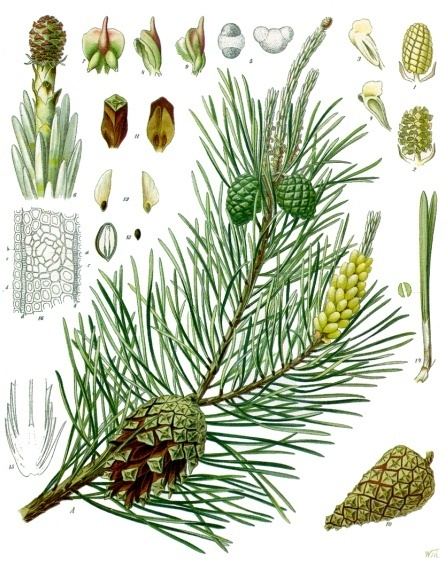
Pinus sylvestris (ilustração de Köhlers Medizinal Pflanzen, 1887)

Pinoideae é uma subfamília de coníferas da família Pinaceae cujo nome deriva do género Pinus (pinheiros), que contém a maioria das espécies do agrupamento. Cinco géneros são atualmente atribuídos a esta subfamília: Pseudotsuga, Larix, Cathaya, Picea e Pinus. Tem distribuição natural maioritariamente no Hemisfério Norte, com destaque para as regiões montanhosas, desde as zonas boreais até ao oeste da Malésia.

## Descrição
As espécies da subfamília Pinoideae crescem maioritariamente como árvores perenifólias, sendo que apenas o género Larix contém espécies caducifólias. As folhas são em forma de agulha.

## Sistemática
Existem cinco géneros recentes (extantes) na subfamília Pinoideae, um dos quais é monotípico, consistindo em apenas uma espécie:
- Pseudotsuga
- Larix
- Cathaya, monotípico (com Cathaya argyrophylla)
- Picea
- Pinus, é o género tipo para esta subfamília.[3]